# Dumnezeul Randy, fiul meu
„Dumnezeul Randy, fiul meu” (în engleză „Lord Randy, My Son”) este o povestire științifico-fantastică din 1967 scrisă de Joe L. Hensley. A apărut prima dată în 1967 în volumul Viziuni periculoase (în engleză Dangerous Visions) editat de Harlan Ellison. În limba română volumul și povestirea au apărut la Editura Trei, în anul 2013.

## Prezentare
Povestirea descrie un copil mutant cu puteri misterioase și arată cât de brutale pot deveni ființele umane atunci când nu au împlinit 5 ani. Puterile enorme ale puștiului sunt dincolo de propria sa dezvoltare. Nu este clar cât de conștient este tatăl lui Randall, Sam, de puterile lui Randall. Mama sa s-a sinucis deja în momentul în care începe povestirea, ceea ce este sugestiv, deși motivele sale, dacă a existat vreunul, nu sunt spuse. Randall pare să aibă acum 11 ani, dar vârsta sa mentală este de 3 ani (sau cel puțin așa cred oamenii). El folosește modalități creative de a măcelari oameni care au greșit („a căzut într-o fântână despre care nu știa nimeni că există”), ceea ce îi aduce scurtele sale satisfacții.

## Legături externe
- en  Istoria publicării lucrării Dumnezeul Randy, fiul meu la Internet Speculative Fiction Database
- PseudoPod 548: Lord Randy, My Son, pseudopod.org

## Vezi și
- 1967 în științifico-fantastic